# ファストドクター
ファストドクター株式会社（-かぶしきがいしゃ、英: FastDOCTOR,Inc.）は東京都港区に本社を置く、医療提供支援サービスを行う日本の企業。2016年7月に整形外科医の菊池亮が創業し、患者と医療機関をつなぐ国内初の時間外救急プラットフォーム「ファストドクター」事業を開始した。
医療機関が休診になる夜間や休日における患者や家族からの相談を、電話やWeb、LINEなどから受け付け、メディカルコールセンターの看護師らが対応。症状に応じた医師によるトリアージ（手当の緊急度で優先順位を判断）で、119番通報での救急搬送、地域の救急病院の案内、提携する医療機関からの救急往診や救急オンライン診療の紹介、医療相談といった適切な受診行動のサポートサービスを提供している。
2022年8月末現在で、約1500名の医師が救急往診や救急オンライン診療にあたっている。2021年～22年3月までの患者などからの相談実績は約26万件。夜間と休日の救急往診や救急オンライン・電話診療の実績は約８万件に上る。新型コロナウイルス感染症では東京都板橋区や大阪府堺市などの自治体から委託を受け、自宅療養中の患者の医療相談・救急往診や高齢者施設への救急往診サービスを担当した。

## 設立の経緯とビジョン
帝京大学医学部附属病院で救急医療に従事していた菊池亮が、年々増えていた救急車による出動件数の約６割が高齢者で、全体の約半数が救急搬送の不要な軽症者という実態に着目。背景には、身近に頼る人のいない高齢者の独居や老々世帯が増えている状況があり、それが救急医療をひっ迫させている要因だとみて、課題解決策として、夜間や休日に医師が患者を救急往診するシステムを考えた。病院勤務と並行して医師仲間と2人で東京23区内での夜間往診を約1年間続けた後、時間外救急プラットフォーム「ファストドクター」を事業化した。
同社のミッションは「生活者の不安と医療者の負担をなくす」。2025年に向けたビジョンとして「不要な救急車利用を３割減らす」を掲げる。創業者の菊池とともに、株式会社楽天などで経営戦略や組織マネジメントを経験した水野敬志が共同代表を務める。DX（デジタルトランスフォーメーション）に精通した水野の参画によって、診療受付時の事務手続きや医師の安全性確保、患者の支払い能力の確認などの難しさから実現困難とされていた「初診での救急往診」のプラットフォーム化が実現できた。

## 主な事業

### 救急往診事業
夜間や休日に入った患者からの相談で、救急車を呼ぶ緊急性はないが、自力での通院が難しい場合に、提携医療機関の医師よる救急往診や救急オンライン診療を行っている。
救急往診では、独自のGPSシステムで患者宅に近い医師をマッチング。医師はファストドクターが提供した採血、心電図、エックス線などの検査機器や約80種類の薬、抗生剤や解熱剤などの点滴治療薬などを携行して訪問する。救急オンライン診療では、パソコンやスマートフォン画面を使って診療を行い、最短で１時間、最長でも24時間以内に処方薬を宅配する。
患者は事前の会員登録の必要がなく利用できる。支払いはクレジットカード決済のほか、医療機関からの請求書による後払いも可能。医師は看護師らが聞き取った問診票を移動中にスマートフォンで確認、音声でカルテを入力するなど、DXによる業務効率化を追求している。

### 地域医療支援事業
地域の医療機関と連携し、平日昼間はかかりつけ医、夜間や休日はファストドクターの救急往診サービスが利用できる「昼夜分業」による24時間体制の医療提供に各地で取り組んでいる。ファストドクターからの紹介で夜間に救急対応した医師が、かかりつけ医に紹介状を書いて患者を引き継ぐなど地域医療との連携を図っている。また、高齢者施設においても日中は嘱託医、夜間・休日はファストドクターが担当し、切れ目のない医療の提供で高齢者が安心して生活できる環境を整えている。

### 行政支援事業
新型コロナウイルス感染症対策では、東京都板橋区からの委託で2021年2月から、自宅療養者への夜間や休日の医療支援事業を開始。自治体が医療機関以外の民間企業に新型コロナ患者の診察を委託する初のケースとなった。以降、世田谷区、荒川区、埼玉県、横浜市、神奈川県藤沢市、千葉県などで自宅療養者支援の事業を受託。そのほか、東京都からは「地域における自宅療養者等に対する医療支援強化事業」を、大阪府からは「自宅療養者緊急相談センター事業」を受託するなど計28自治体（2022年8月末現在）と連携し、新型コロナ患者の夜間、休日の救急往診体制などを担った。

## 沿革
- 2016年02月　東京都内でサービス提供開始
- 2016年08月　株式会社FastDOCTOR 設立
- 2017年10月　メディサイド株式会社に社名変更
- 2019年08月　ファストドクター株式会社に社名変更、本社所在地を東京都新宿区内藤町1ガーデンクロス新宿御苑3Fに移転
- 2019年09月　大阪府へ対応エリアを拡大
- 2019年12月　神奈川県へ対応エリアを拡大
- 2020年04月　千葉県、埼玉県へ対応エリアを拡大、オンライン診療を開始
- 2020年07月　兵庫県へ対応エリアを拡大
- 2020年10月　京都府、奈良県へ対応エリアを拡大
- 2020年12月　ポピンズホールディングスと提携（同社スタッフのPCR検査対応で）[14]
- 2021年05月　東京電力エナジーパートナーと提携（同社会員を対象にしたサービスの優遇制度）[15]
- 2021年06月　新型コロナウイルスワクチン接種者向け専用窓口を開設（相談受付から医療支援まで対応）[16]
- 2022年08月　大阪ガスと提携（同社会員を対象にサービスを提供）[17]

## 受賞歴
- ICCサミット KYOTO 2019 STARTUP CATAPULT 優勝
- 経済産業省主催「ジャパン・ヘルスケアビジネスコンテスト(JHeC)2021」優秀賞
- 東洋経済 すごいベンチャー100に選出
- Forbes JAPAN 今年の顔100人に選出
- Forbes JAPAN「日本の起業家ランキング2022」
- 第10回アジア太平洋高齢者ケア革新アワード（The 10th Asia Pasific Eldercare Innovation Awards）新型コロナ感染症への取り組みが最優秀賞を受賞

## 参考情報
- ファストドクター株式会社が国立大学法人筑波大学と救急医療分野での共同研究を開始（PR TIMES）
- 電話1本で駆けつける“移動する病院”｜日テレNEWS24
- 深夜・休日「症状あっても病院行けない」を救う 医師たちの救急医療事業（日本テレビ）
- オンライン診療後、最短1時間でお薬が届く 個人防護具が不足する中、"救急"オンライン診療にかけるファストドクターの思いとは（ねとらぼ）
- 夜間や休日のオンライン診療、新興がサービス開始へ（日本経済新聞）
- PCR検査、医師が患者宅を訪問　8月から東京23区で（日本経済新聞）
- ファストドクターとポピンズグループが提携
- ファストドクター、大阪医科薬科大学と救急医療分野での共同研究を開始
- コロナ禍で需要拡大。受診難民をつくらない！ 医療が抱える社会課題をDXで解決する時間外救急窓口「ファストドクター」
- ファストドクターと大阪ガスが提携。自宅テレビで診療が受けられる医療インフラを目指す

## 会社情報
会社名
ファストドクター株式会社
創立日
2016年7月
代表者
代表取締役　菊池亮（医師）、水野敬志
本店所在地
〒108-0014 東京都港区芝4丁目5-10 EDGE芝四丁目ビル3F